# IC 2468
IC 2468 ist eine linsenförmige Galaxie mit aktivem Galaxienkern vom Hubble-Typ S0/a im Sternbild Kleiner Löwe am Nordsternhimmel. Sie ist schätzungsweise 362 Millionen Lichtjahre von der Milchstraße entfernt und hat einen Durchmesser von etwa 40.000 Lj. Wahrscheinlich bildet sie gemeinsam mit IC 2467 ein gravitativ gebundenes Galaxienpaar.
Das Objekt wurde am 1. März 1900 von Stéphane Javelle entdeckt.